# اراده آنا
ارادهٔ آنا (ایتالیایی: Il coraggio di Anna) یک مینی‌سریال درام ایتالیایی است که در سال ۱۹۹۲ از کانال ۵ پخش شد.

## بازیگران
- ادویژ فنش
- متیو کریر
- آندرئا جوردانا
- ایوان دسنی
- جانی گارکو
- اورسو ماریا گوئرینی
- لوچا بوزه
- گابریله فرزتی
- آتینا چنچی
- ری لاولاک
- دانیلا پوجی
- ژاک سرنا
- فرانکو اینترلنگی
- دوچو تساری